# Мулчиране
Мулчирането или застилането е термин в областта на селското стопанство и градинарството означаващ процес на покриване на почвата със слой материал с една или всички долуизброени цели:
- запазване влажността на почвата
- предотвратяване растежа на плевели
- увеличаване плодородието на почвата
- декорация

Мулчът или застилката може да бъде както органичен (слама, тор, компост), така и неорганичен (чакъл, синтетични стърготини и т.н.). Прилагана правилно, тази техника може да увеличи значително плодородието на почвата която покрива.

## Прилагане
Преди да се застели, почвата трябва да се разкопае и оплеви добре. Мулчът или застилката с цел подобряване качеството на почвата се разстила равномерно върху избраното място край растенията и дърветата. Трябва да се избягва директен контакт с растенията тъй като това предразполага загниване и лесен достъп за вредителите. Слоят мулч според използваният материал варира на дебелина, но за пълен ефект се препоръчва дебелина от най-малко 5 сантиметра.
Обикновено застилането се прави през пролетта, когато почвата е все още влажна с цел запазване нейната влага и задържане на топлината през нощта. По този начин е възможна по-ранна сеитба и по-бърз растеж на нашите зеленчуци.
Този процес може да се приложи и през зимата с цел предотвратяване на замръзване на почвата или целогодишно, като се добавят нужните количества застилка за да се компенсира изгниването на част от материала с времето. Самото изгниване (особено на застилки богати на азот) трябва да се следи за да не се превърне в анаеробно (без участието на кислород) защото продуктите на подобно гниене са токсични и опасни за живите растения. Така например трябва да се внимава с дебелината на застилката и да не се окопава и смесва с почвата. При кисела, неприятна миризма, произлизаща от застилката, се разкопава за да има циркулацията на въздух до по-долните слоеве и по този начин, да се предотврати процеса на анаеробно загниване.
При застилане трябва да се уверим, че не се възпрепятства достигането на дъждовна вода до почвата. За предотвратяване на този негативен ефект е препоръчително инсталирането на системи за капково напояване под застилката.

## Материали
Съществува голямо разнообразие на материали подходящи за застилане. По време на избора на застилка трябва да се вземе под внимание причината заради която се прави застилането, трайността на материала, неговата цена, неговият рН, съвестността му с околните растения, и т.н.
Най-често използваните застилки са следните:
- Органични отпадъци: слама, окосена трева, паднали листа, борови иглички, накъсана хартия и картон, животинска тор, дървесни стърготини, вълна, конопени влакна и т.н. Повечето от тези материали освен като застилка действат и като наторяваща система с течение на времето тъй като се разграждат и освобождават полезни за почвата елементи.
- Компост – напълно прегорялата оборска тор премесена с градински, органични отпадъци и богата откъм микробилогичен живот.
- Стари килими и черги- добра опция за временно застилане на конкретна част от двора. Може да се използват както естествени, така и синтетични тъкани.
- Гумени стружки – направени от рециклирани автомобилни гуми може да послужат за покритие на детски площадки или алеи в градината.
- Синтетични филмови покрития – широко използвани в индустриалното земеделие. Растенията никнат и се развиват през специално направени дупки във филмовото покритие. Изисква инсталирането на допълнителни напоителни системи под застилката. Използваният материал (сменя се сезонно) е сериозна заплаха за природата.
- Чакъл и камъчета – добра опция за застилането на определени многогодишни култури в студени климати където топлината поета от камъните помага за удължаване на градинския сезон.

- Настъргана дървесина използвана за застилка. Този тип застилка често е обагрена за да се подобри външния ѝ вид в пейзажа
- Борови иглички, използвани като застилка
- Насипан компост
- Трошен камък като застилка
- Застилка от кора
- Нарциси върху застилка